# Sonia Rykiel
Sonia Rykiel, nhũ danh Flis (phát âm tiếng Pháp: [sɔn.ja ʁi.kjɛl]; sinh ngày 25 tháng 5 năm 1930, mất ngày 25 tháng 8 năm 2016), là nhà tạo mẫu thời trang, nhà thiết kế, diễn viên và nhà văn hóa ẩm thực người Pháp. Bà là người sáng lập ra hãng thời trang Maison de couture Sonia Rykiel ("Queen of Knits"), chuyên về cách tân những đường nét thiết kế kiểu cũ, đặc biệt phát huy được những ưu thế của màu đen và sọc đen, tạo nên thiết kế chìm, không cần đường viền hay vải lót, quần jogging bằng vải nỉ, cùng những chi tiết và đường khâu tôn dáng của người phụ nữ.